# Malka Arda (vattendrag)
Malka Arda (bulgariska: Малка Арда) är ett vattendrag i Bulgarien.   Det ligger i regionen Smoljan, i den södra delen av landet, 190 km sydost om huvudstaden Sofia.